# Rue Adolphe-Mille
Rue Adolphe-Mille é uma rua no 19.º arrondissement de Paris, próximo ao Parc de la Villette, Conservatório Nacional Superior de Música e Dança de Paris e Cité de la Musique.

## Origem do Nome
Adolphe Auguste Mille (1812–1894), inspetor geral do Departamento de Ponts et Chaussées (Pontes e Ruas), engenheiro civil da cidade de Paris, criador do Dépotoire municipale (Lixão municipal). Também foi ativista pelo reaproveitamento do esgoto de Paris para a agricultura local.

## História
Anteriormente "impasse de Dépotoir" ("beco sem saída do lixão"), e em uma extremidade "rue du Dépotoir". Antigamente levava a uma antiga mina de gesso, reutilizada como depósito de lixo.
Classificado no sistema viário parisiense por um decreto de 23 de maio de 1863, leva seu nome atual por uma ordem de 5 de abril de 1904.

## Transporte
As estações mais próximas do Metrô de Paris são Estação Ourcq e Estação Porte de Pantin, na Linha 5 do Metropolitano de Paris.